# SEAT Proto
SEAT Proto es el nombre de tres prototipos de automóvil que fueron presentados por la marca española SEAT en 1989 y 1990. Estos tres prototipos (denominados Proto T, TL y C) fueron diseñados en Italdesign Giugiaro, la empresa del diseñador Giorgetto Giugiaro.

## Proto T/TL
Tanto el Proto T como el Proto TL, forman parte del mismo proyecto, pues son un conjunto de prototipos que muestran el anticipo y la evolución de uno a otro.   

### Proto T
El SEAT Proto T fue presentado en el año 1989 en el Salón del Automóvil de Fráncfort. Su carrocería era de tipo berlina, pintado totalmente en gris plata. En las puertas trasera venía el nombre de Proto T y tenía todas las lunas tintadas en negro, además de incluir una nueva propuesta de logotipo para SEAT con una nueva S más futurista. Más concretamente, este prototipo era una maqueta no rodante que era innovadora para la marca, ya que de él saldría la imagen de SEAT de los años 90. Al año siguiente fue presentado el SEAT Proto TL, una evolución definitiva del Proto T.

### Proto TL
El SEAT Proto TL fue presentado en el Salón del Automóvil de Ginebra celebrado en marzo de 1990. El Proto TL era una evolución más avanzada del Proto T. Estéticamente era del mismo color gris plata con el nombre Proto TL en las puertas traseras. Los cambios más apreciables eran los parachoques. Se le habían incluido unas grandes molduras negras, unos tapacubos diferentes y los cristales ya dejaban ver su interior, incluso desde el techo panorámico de vidrio con opacidad variable según las condiciones de luminosidad, pues tecnológicamente incluía novedades como una sonda de datos magnéticos que iba colocada a la altura de los faros antiniebla, que recibía datos sobre el tráfico, condiciones meteorológicas, pues además de estos avances el prototipo, desarrollaba gran calidad y lujo con su tapicería de cuero a juego con el habitáculo gris claro.
Estos 2 prototipos eran un avance de diseño del proyecto S3, aprobado por el grupo Volkswagen para la marca SEAT en 1986, realizado por Giorgetto Giugiaro y desarrollado en Italdesign Giugiaro (Turín), para desarrollar un nuevo modelo de tipo berlina. 
Aunque desde un principio se sabía el nombre que usaría el modelo definitivo, se fue jugando con la presentación de los prototipos denominándolos con las iniciales y según se iba avanzando se añadía una letra consonante. Primero con el Proto T, después el Proto TL y se esperaba un tercer prototipo como anticipo a la versión definitiva denominado Proto TLD, pues era el nombre en clave del modelo que se desarrollaría en el proyecto S3.
Finalmente el proto TLD quedaría como maqueta de presentación para SEAT por parte de Italdesign, ya nombrado descifrando la clave como Proto ToLeDo, (con las letras consonantes en mayúscula resaltando TLD y en minúscula las letras vocales que eran las que faltaban para conocer el nombre del modelo), pues era ya el modelo casi definitivo a falta de unos últimos retoques dando origen al modelo SEAT Toledo. 
La primera generación del SEAT Toledo se comercializó a partir de 1991. Además, estos prototipos también servirían de inspiración para la segunda generación del SEAT Toledo, comercializado a partir de 1998, con unas líneas más redondeadas que recordaban mucho a los Proto T y TL.

## Proto C
El SEAT Proto C fue el tercer prototipo de SEAT que usó la denominación Proto. Se presentó en el Salón del Automóvil de París de 1990 junto al SEAT Proto TL. A diferencia de este, era un concepto diferente; una mezcla entre un MPV y un dos volúmenes Coupé de 3 puertas con una línea muy futurista. Incorporaba techo panorámico del cual surgía un alerón, el frontal tenía una caída inclinada con unos faros dobles redondeados, el modelo tenía la carrocería en color gris con unas molduras negras en ambos parachoques y unos tapacubos que formaban el logo de SEAT.
El SEAT Proto C, como prototipo avanza las futuras líneas que tendría el próximo SEAT Ibiza de segunda generación del cual derivo a su vez en el SEAT Córdoba de primera generación, que se comercializaron a partir de 1993. De las líneas tan futuristas que tenía el prototipo lo que se utilizó para el desarrollo del Ibiza fue la parte trasera, pues el frontal se quiso hacer algo más parecido al Toledo pero diferenciado de este. 
En los planes de SEAT, se pretendía elevar de categoría al Ibiza se posicionara dentro de su segmento habitual pero con una imagen algo más grande ya que crecería algo en tamaño. Dentro de esta estrategia, había otros planes, para ampliar la gama Ibiza, la prensa especuló que el nombre del modelo al tener la letra C,  como pasaba con el Proto T o Proto TL, que anticipaban el nombre Toledo,  podría surgir un nuevo nombre que bien remplazaría al Ibiza o le acompañaría, en un principio  se habló mucho de que este podría ser Cádiz pero finalmente la letra C, hacía referencia a una ampliación de la gama y esta letra hacía referencia al futuro SEAT Córdoba, que era la versión sedán del Ibiza. Por otro lado se estaba preparando para el siguiente año una versión descapotable del Proto C pues en la presentación del modelo se presentaron bocetos en diferentes versiones denominados (Coupé, Cabrio, Speedster y Free Time), pero finalmente se descartarían, lo que podría haber anticipado una posible versión descapotable del Ibiza pero que no llegaría, hasta unos años más tarde en formato prototipo sobre la base del córdoba que tampoco se comercializaría.